# Districte de Thar i Parkar
El districte de Thar i Parkar (modernament Tharparkar) és una divisió administrativa del Sind al Pakistan. La capital és Mithi. La superfície és de 19.638 km² i la població el 1998 era de 955.812 habitants.
Està format per quatre talukes:
- Diplo
- Chachro
- Mithi
- Nagarparkar

## Història
El territori del Thar pertanyia als paramara rajputs coneguts com a sodhes que haurien arribat d'Ujjain el 1226 i desplaçat als governants locals, i la part oriental de la taluka de Chachro fins a Gadra i part d'Umerkot i de la taluka de Khipro al districte de Sanghar als rajputs rathors; els sumres eren una branca dels paramara rajputs. Mahmud de Gazni va fer la seva expedició a Somnath a través del desert de Thar. El 1053 els sumres van abraçar l'islam i es van valer d'això per trencar contactes amb els gaznèvides establint-se com a sobirans independents. Els umres van ocupar Umarkot que va esdevenir la seva capital però més tard foren sotmesos pel sultanat de Delhi almenys temporalment. La tribu rajput dels sammes va succeir als sumres al segle xiv i van tenir capital a Thatta; la nissaga va existir fins a la seva derrota davant dels arghúnides manats per Shah Beg el 1529.
El 1558 la família kalhora, de suposat origen àrab, va començar el seu ascens i es van fer independents al començar el segle XVIII; el 1778 foren substituïts pels talpurs, una tribu balutxi i Mir Fateh Ali va obtenir un firman del emir afganès Zaman Shah que el reconeixia rais del Sind el 1783. A causa del bandidatge a la regió els britànics hi van intervenir a través del capità Roberts el 1832 que hi va establir una sèrie de posicions militars de vigilància.
El territori del districte va estar en agitació entre 1830 i 1835 i els mirs van enviar una força que el va sotmetre i molts caps locals foren fets presoners i només alliberats després de pagar fortes multes. El 1843 els talpurs foren enderrocats pels britànics i el territori annexionat. Després de l'annexió britànica, una part del territori fou agregat a l'agència de Kutch (divisions de Baliari, Diplo, Mithi, Islamkot, Singala, Virawah, Pitapur, Bhodesar, i Parkar el 1844) i l'altra part (Umarkot, Gadra i altres comarques a Nara) al districte d'Hyderabad formant la subdivisió de Mirpur.
El 1846 hi va haver una revolta a causa d'algunes prohibicions imposades pels britànics (com la prohibició de portar armes), però fou suprimida tot seguit. El 1858 tot el territori que havia estat agregat a Kutch, i el Parkar (també de Kutch), fou transferit al districte d'Hyderabad. Això va provocar la revolta local el 1859 i es va enviar al coronel Evans per sufocar-la; el maig de 1859 aquest va ocupar Nagar Parkar i va capturar al rana i al mes següent va rebutjar una força de kolis que atacava la ciutat. El rana i el seu ministre van ser jutjats més tard (1868) per sedició i el primer condemnat a 14 anys de desterrament i l'altra a 10 anys. El 1860 es va separar i va formar el districte de la Frontera Oriental del Sind (Eastern Sindh Frontier) amb capital a Umarkot. El 1882 el districte es va rebatejar Thar i Parkar i el governador fou designat com a subcomissionat. El districte sota domini britànic tenia 36.107 km² i estava format per dues parts: Pat o plana de Nara oriental, i Thar o desert. El 1906 la capital va passar a Mirpur Khas.
La població del districte era: 
- 1872: 230.038
- 1881: 257.556
- 1891: 358.l8l
- 1901: 363.894

Administrativament estava dividit en 11 talukes:
- Umarkot
- Khipro
- Sanghar
- Mirpur Khas
- Jamesabad
- Pithoro
- Sinjboro
- Mithi
- Diplo
- Chachro
- Nagar

La llengua general era el sindi (63%) seguida del kachhi (dialecte del gujarati). El 58% de la població eren musulmans i el 42% hindús. Ètnicament hi havia balutxis, sindis i panjabis i entre els hindús les castes dels lohanes, rajputs, dhers, kolis i bhils. Almenys el 60% vivia de l'agricultura.
Les municipalitats eren Umarkot, Mithi i Mirpur Khas. Modernament, el desembre de 1990 es va dividir en dos districtes:
- Districte de Thar, capital a Mithi, rebatejat Tharparkar el 1993.
- Districte de Mirpurkhas, capital a Mirpur Khas

El nou districte d'Umarkot es va segregar el 17 d'abril de 1993.

## Arqueologia
- Temple jainista prop de Virawah
- Ruïnes de Pari Nagar fundada el 456 per Jeso Paramara de Balmir
- Ruïnes de Ratakot, al país de Nara, al sud de Khipra
- Ruïnes de Kahu, prop de Mirpur Khas
- Diverses fortaleses destacant les d'Islamkot, Mithi, Naokot, i Singala, totes relativament modernes (segle xviii)
- Ruïnes de Brahmanabad, suposadament destruïda per un terratrèmol al segle VIII